# Helga, la louve de Stilberg
Pour plus de détails, voir Fiche technique et Distribution.
Helga, la louve de Stilberg est un film français de nazisploitation réalisé par Alain Payet (crédité comme Alain Garnier), sorti en 1977.

## Synopsis
À la fin des années 1970, dans une république bananière d’Amérique du Sud inspirée de la dictature nazie. Le général Steiner, président fantoche, a pris le pouvoir et fait régner la terreur avec l'aide de ses complices, l'arriviste Gomez et la sadique Helga. Pour emprisonner tous les opposants au régime dictatorial et les résistants, Steiner réquisitionne une forteresse médiévale perdue au milieu d'une forêt pour la reconvertir en camp de détention et le surnomme Stilberg. Il promeut Helga en lui offrant le commandement de cette prison où elle pourra faire régner une discipline de fer. 
Bisexuelle et nymphomane, elle assouvit ses envies sexuelles en dominant et déshabillant ses captives. Épaulée de son amant, le capitaine Hugo Lombardi, et d'un sergent, elle n'hésite pas à les prostituer en les offrant à un fermier en échange de bouteilles de vin données à des militaires. C'est dans ce climat de perversion et de cruauté qu'arrive à la forteresse Lisbeth Vogel, la fille du chef des résistants opposés au régime hitlérien. Helga tombe amoureuse d'elle mais, avec une autre prisonnière, Lisbeth arrive à s'enfuir avant d'être rattrapée, prise pour une espionne et ramenée de force au camp de redressement. Mais la résistance s'apprête à envahir le château...

## Fiche technique
- Titre français : Helga, la louve de Stilberg
- Réalisation : Alain Payet (crédité comme Alain Garnier)
- Scénario : Marius Lesœur (crédité comme H.L. Rostaine)
- Assistant réalisateur : Michel Charrel
- Montage : Claude Gros
- Musique : Daniel White
- Photographie : Alain Hardy
- Production : Marius Lesœur
- Société de production et distribution : Eurociné
- Pays de production :  France
- Langue originale : français
- Format : couleur
- Genre : Nazisploitation
- Durée : 93 minutes
- Date de sortie : 
  - France : 1977

## Distribution
- Malisa Longo : Helga
- Patrizia Gori : Elisabeth Vogel
- Claude Janna : un prisonnier
- Dominique Aveline : Hugo Lombardi
- Jacques Marbeuf : docteur
- Jean Cherlian : un conseiller
- Carmelo Petix : un conseiller
- Olivier Mathot : général Gomez
- Françoise Maillot
- Catherine Leno (créditée comme Catherine Ruel)
- Pamela Stanford
- Richard Allan : John
- Alban Ceray : sergent
- Didier Faya
- Jean-Charles Maratier (crédité comme J. Ch. Maratier)
- Joëlle Le Quément (créditée comme Joel Le Quement)
- Lucette Gill (créditée comme Lucette Gil)
- Régine Bertrand
- Jean-Pierre Bouyxou : un soldat (non crédité)
- Thierry Dufour (non crédité)
- Franco Lo Cascio (non crédité)
- France Lomay (non créditée)
- J. Noel (non crédité)
- Danielle Troger (non créditée)
- Nicole Valin (non créditée)